# Aedes yvonneae
Aedes yvonneae är en tvåvingeart som beskrevs av Edwards 1941. Aedes yvonneae ingår i släktet Aedes och familjen stickmyggor. Inga underarter finns listade i Catalogue of Life.